# Distrito de Oyón

Provincia de Oyón en el Departamento de Lima

El Distrito de Oyón (del aimara: uyuni ‘lugar de corrales’) es uno de los seis distritos de la Provincia de Oyón, ubicada en el Departamento de Lima, bajo la administración del Gobierno Regional de Lima-Provincias, Perú.  Capital de la Provincia del mismo nombre.
Dentro de la división eclesiástica de la Iglesia Católica del Perú, pertenece a la diócesis de Huacho

## Historia

### Oyón prehispánico
Se sabe que durante la época preincaica y aún en la incaica existieron los graneros de Golguec –Oyón- y los edificios con frisos y cornisas de Pinchulín y las andenerías de Rapashmarca, así como la Kilca hallada en las inmediaciones de Nava.

### Oyón colonial
Etimológicamente, Oyón proviene del verbo quechua Ugyun, que significa animal flaco, adormecido por el frío. Algunos afirman que es el nombre de un pueblo español del que era oriundo un valeroso soldado de las huestes conquistadoras, Don Álvaro de Oyón, un militar español del siglo XVI, quien al descubrir una antigua población de indígenas, el 9 de marzo de 1533, le puso el nombre de Oyón.
Sin embargo, el Cronista español Pedro Cieza de León (Llerena, España 1520 - Sevilla, España 1554) narró en su "Crónica del Perú" el viaje hacia el Cuzco del capitán Hernando Pizarro (en compañía de otros conquistadores y del cronista Miguel de Astete). Menciona claramente que descubrieron a un gran pueblo de nombre "Uyú" (no Oyón), lo que comprueba su nombre de origen inca. Lo que sucedido con muchos nombres incas fue que, debido a la dificultad de pronunciación del quechua por algunos españoles, algunas palabras cambiaron fonéticamente las letras "u" por "o"; por ejemplo Pumpú Tampu (una ciudad inca relativamente cercana a Oyón), cambió su nombre por Bombón Tambo. Lo mismo sucede con la palabra quechua Kuntur que cambió por Cóndor. Así como unos pueblos cambiaron de nombre por una mala pronunciación, a otros les antepusieron nombres de santos (San Mateo de Otao, San Pedro de Cajas, etc.). 
Los conquistadores, de Oyón pasaron hacia el Cuzco, yendo por Cerro de Pasco y Jauja, el conquistador Francisco Pizarro en compañía del adelantado Diego de Almagro, el inca Túpac Huallpa, Fray Vicente Valverde y más de doscientos conquistadores. Es en la época del coloniaje cuando se le denomina Pueblo de Nuestra Señora de la Asunción, cuando por entonces pertenecía a la Parroquia de Churín, en calidad de viceparroquia, pues, por el año de 1544, don Hernando de Montenegro era encomendero de Andajes, Oyón y Pachangara.
Al fundarse Chancay, allá por el año de 1562, llamada Villa de Arnedo, el capitán Montenegro, encomendero de Andajes, a pedido del Virrey Conde de Nieva envío a mitar en la Villa –antes citado Arnedo- a indios de Churín, Pachangara, Oyón, Nava y otros.
Desde 1535, Oyón continuaba dependiendo del Repartimiento de Andajes y aún esta dependencia se daba en 1538, a pesar de que Oyón era netamente zona minera de gran importancia para la colonia.
En octubre de 1974 el Visitador General del Arzobispado de Lima, Santiago Bengoa, pasa por la ruta de Oyón a Cajatambo.

### Oyón contemporáneo
Durante la época de la emancipación, 1820, José de San Martín tenía a su ejército en el valle de Huaura, bajo la protección de la escuadra en Huacho y con el fin de establecer contacto con Cerro de Pasco, lugar donde se encontraba el General Alvarado al mando de 450 infantes y 150 granaderos, se dirigiera por Sayán, Churín y Oyón.
A principios de diciembre del año 1820, bajan por Oyón, Churín y Sayán, en condición de prisioneros, el Brigadier O’Reilly y sus tropas, vencidos en el combate de Cerro de Pasco. Oyón fue pues, nexo obligado entre la costa y el centro del Perú, punto clave de las comunicaciones del interior, en principio controlado por Carratalá.
En marzo de 1821 el Coronel Don Agustín Gamarra, desde Huaura pasa por Oyón a Cerro de Pasco, con 660 cazadores del Perú y a fines de ese mismo mes, sube también por el mismo camino otro batallón de 400 plazas al mando del Coronel Don José María Aguirre al encuentro del Coronel Gamarra.
Se dice que entre el 21 y el 25 de abril, Carratalá estaba en Oyón y se dirigió a Lima por la ruta de Canta, en tanto que el General Arenales, el 26 del mismo mes, acampaba en Oyón en su viaje de Huaura por Sayán y Churín con 300 granaderos de los andes, 800 plazas del batallón Numancia, 600 soldados de los batallones 3 y 7, más piezas de artillería en la segunda Campaña Militar sanmartiniana, con el fin de perseguir a los españoles.
En Oyón estuvieron hasta el 9 de mayo, fecha en la que emprendieron marcha hacia cerro de Pasco después de aclimatarse y hacerse a la altura y reponerse de la fatigosa marcha en la que tomaron parte y dirigían los coroneles Rudesindo Alvarado, Ramón Herrera e Ignacio Luque, con la artillería del Mayor Luis Beltrán. En el tránsito habían hecho acopio de ganado y víveres, así como el reclutamiento de voluntarios con la ayuda de los gobernadores de Sayán, Paccho, Checras, Churín y Oyón, los Capitanes Juan delgado, José Román Barboza, Pablo Mena y Mariano Martel, respectivamente.
Durante el año de 1824 se registran los siguientes acontecimientos: antes de finalizar la primera quincena del mes de febrero, el batallón Vargas de la Guardia acampa en Yanahuanca y deja expedito 680 soldados, 325 caballos y 50 mulos de piquete de Húsares, luego pasan de Oyón a Cajatambo al mando del teniente coronel Don Francisco Bardett O’Connor, muriendo varios soldados en la travesía de Kepec, los mismos que fueron sepultados en Weguich, cerca de Chanca, existiendo desde entonces un cementerio de pastores y mineros de modesta condición.
El 14 del mismo mes, llega a Oyón el General Sucre de paso a Cajatambo, el mismo General, en compañía del General Córdova estuvo de paso por Oyón, hacia Cerro de Pasco y Huanuco. A mediados de junio, viniendo de Huaylas a Cajatambo, pasaban por Oyón hacia Cerro de Pasco los Batallones Boltigeros, Pichincha y Vargas. El 7 de noviembre, Bolívar salió de Chalhuana a Jauja, de donde tomó la ruta por Oyón a Chancay que alcanzó a mediados del mismo mes.
El distrito fue creado el 5 de febrero de 1875, en el gobierno del Presidente Manuel Pardo y Lavalle y figura en la ley electoral de 1893 que precisa los 19 distritos que forman parte de la Provincia de Cajatambo.

## Geografía
Tiene una superficie de 887,78 km² y está ubicado sobre los 3400 m s. n. m. Su capital es la Villa de Oyón.

## Autoridades

### Municipales
- 2019- 2022 
  - Alcalde: Reynaldo Primitivo Alcoser Medina, Partido Alianza Para el Progreso (APP).
  - Regidores: José Melendez Ugarte (APP), Gilver Grimaldos Ríos(APP), Héctor Azañero Nuñez (APP), Carmen Santa Osorio Javier (APP), Héctor Ugarte Damazo (Mov. Reg. Patria Joven)
- 2015-2018[2]
  - Alcalde: Edgardo Huaraz Ugarte, Partido Aprista Peruano (PAP).
  - Regidores: Santos Andrés Carlos Merino (PAP), Héctor Luis Zacarías Peralta (PAP), Fernando Carrera Gervacio (PAP), Madeleyne Marchena Mateo Amézaga (PAP), Rubén Portal Girón (Alianza para el Progreso).
- 2011-2014:
  - Alcalde: Edgardo Huaraz Ugarte, Partido Aprista Peruano (PAP).[3]
  - Regidores: Santos Andrés Carlos Merino (PAP), Teófilo Marcelino Mendoza Tello (PAP), Zacarías Taype Matamoros (PAP), Massiel Marina Espinoza Reyes (PAP), Filiberto Álvaro Portal Diaz (Concertación para el Desarrollo Regional).
- 2007-2010[4]
  - Alcalde: Manuel Delgado Altez, Partido Aprista Peruano (PAP).
  - Regidores: Wilfredo Fernando Dámazo Leandro (PAP), Juan Cruz Toribio (PAP), Ricardo Saúl Huaranga Porras (PAP), Ana Inalda Javier Urbano (PAP), Uber Freddy Linares Fernández (Somos Perú).

### Policiales
- Comisaría de Oyón
  - Comisario: Cmdte. PNP Carlos Sánchez Gallardo

.

### Religiosas
- Diócesis de Huacho[5]
  - Obispo de Huacho: Mons. Antonio Santarsiero Rosa, OSI.
- Parroquia Nuestra Señora de la Asunción[6]
  - Párroco: Pbro. Dante Moreno Luna.

## Educación

### Instituciones educativas
- I.E.E."Simón Bolívar" N°20066
- I.E. "Libertador Jose de San Martín"
- I.E. "Jose Maria Arguedas" N°20109
- I.E. "José Abelardo Quiñones"
- I.E.E. "Niño Jesús" N°337
- I.E.I N° 538 Puente Piedra
- I.E.I "Amiguitos de Jesús"

## Turismo
Durante muchos años las autoridades peruanas han descartado a Oyón como destino turístico. Sin embargo esto ha venido cambiando recientemente. La Gran Laguna de Patón y la zona arqueológica del cerro Killahuaca descritas por el explorador limeño Daniel López M. en su libro "A Mochila en Perú"  deberían ser bastante para considerarla en las rutas turísticas integradas a Churín o a la Cordillera Huayhuash, pero además Oyón es considerada la cuna del arpa en el folklore peruano y sus paisajes de insospechada belleza deberían poder atraer más turismo. También es la puerta de entrada a la cordillera de Raura y a las zonas turísticas de Rapáz, Guengue y Rumbro, entre otras.
Laguna SurasacaEsta laguna es el ingreso y salida del traking a la Cordillera Huayhuash. Esta a 23.5 km de Oyon a 4310 m s. n. m.
Complejo arqueológico RapazmarcaSe aprecian torreones de 4 metros de altura y estructuras de 2 y 3 niveles. Su arquitectura pétrea presenta hornacinas, vanos trapezoides y torreones que se yerguen dominantes en el sitio. Ubicado en la carretera Huancahuasi-Rapaz.